# Europäischer Hochschulraum

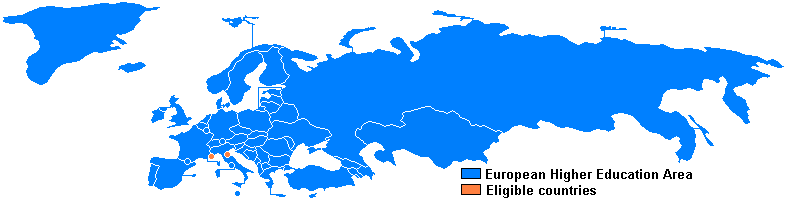
Der Europäische Hochschulraum

Der Europäische Hochschulraum (oft auch Europäischer Hochschul- und Forschungsraum – dann einschließlich Europäischer Forschungsraum, EHEA – European Higher Education Area und ERIA European Research and Innovation Area) ist der durch die Bologna-Erklärung definierte Hochschulraum, nicht nur der Europäischen Union, sondern von ganz Europa und Teilen Asiens. Der Europäische Hochschulraum hat den Zweck, eine vergleichbarere, wettbewerbsfähigere Hochschulausbildung sowie eine angepasstere Hochschulforschung in Europa zu ermöglichen.

## Mitglieder
Dem Europäischen Hochschulraum (EHEA) gehören Stand 2022 die folgenden Länder an:
Albanien, Andorra, Armenien, Aserbaidschan, Belarus (suspendiert), Belgien, Bosnien und Herzegowina, Bulgarien, Dänemark, Deutschland, Estland, Finnland, Frankreich, Georgien, Griechenland, Irland, Island, Italien, Kasachstan, Kroatien, Lettland, Liechtenstein, Litauen, Luxemburg, Malta, Moldau, Montenegro, Niederlande, Nordmazedonien, Norwegen, Österreich, Polen, Portugal, Rumänien, Russland (suspendiert), San Marino, Schweden, Schweiz, Serbien, Slowakei, Slowenien, Spanien, Tschechien, Türkei, Ukraine, Ungarn, Vatikan, Vereinigtes Königreich, Zypern.